# 160-й авиационный полк специальных операций
160-й авиационный полк специальных операций (воздушно-десантный) (англ. 160th Special Operations Aviation Regiment (Airborne) / 160th SOAR), также известный как Night Stalkers (рус. Ночные охотники) — отдельная авиационная часть специальных операций Сухопутных войск США, в чьи задачи входят задачи высадки десанта, непосредственная огневая поддержка подразделений СпН на поле боя, авиаразведка поля боя и прилегающих районов, эвакуация подразделений с поля боя, задачи военно-транспортной авиации, в том числе в сложных метеоусловиях и в ночное время. Управление и штаб 160-го ОАП дислоцированы на территории войсковой части «Форт Кэмпбелл» (штат Кентукки).

## Организационно-штатная структура
160-й ОАП СпН СВ включает в себя:
- штабную роту,
- 4 авиационных эскадрильи (АЭ, батальона),
- учебное звено (роту),
- подразделения авиационного материально-технического обеспечения (МТО).

Стандартная АЭ (батальон) включает в себя три звена (роты) АА СпН и роту МТО.

### 1-я эскадрилья
(сформирована в 1990 г.) 

Дислоцирована на территории в/ч «Форт Кэмпбелл» (штат Кентукки).
Подразделения 1-й АЭ 160-го ОАП СпН взаимодействуют с частями и подразделениями СпН передовой линии 
(1-й оперативный полк (оп) Спн СВ, оперативный полк (оп бтм) СпН ВМС по борьбе с терроризмом на море).
1-я АЭ имеет в своём составе:
На территории в/ч «Форт Кэмпбелл»:
- 1-е звено (рота «А») лёгких разведывательных вертолётов «Литл Бёрд» MH-6M — 18 ед.
- 2-е звено (рота «B») лёгких ударных вертолётов «Литл Бёрд» АH-6 — 18 ед.
- 3-е звено (рота «C») десантно-транспортных вертолётов «Блэкхок» MH-60K — 20 ед.
- 4-е звено (рота «D») транспортно-ударных вертолётов «Блэкхок» MH-60L — 15 ед.

На передовом ТВД в подчинении оперативного управления войск СпН в Республике Корея 
(в/ч ВВС Республики Корея «Тэгу»):
- 5-е звено (рота «E») (ВТА) «Чинук» CH-47 — 8 ед.

### 2-я эскадрилья
Дислоцирована на территории в/ч «Форт Кэмпбелл».
На вооружении имеет:
- 1-е звено вертолётов ВТА «Чинук» CH-47 — 6 ед.
- 2-е звено вертолётов ВТА «Чинук» CH-47 — 6 ед.
- 3-е звено вертолётов ВТА «Чинук» CH-47 — 6 ед.
- 4-е звено вертолётов ВТА «Чинук» CH-47 — 6 ед.

### 3-я эскадрилья
Дислоцирована на территории авиабазы Хантер (Джорджия).
АЭ взаимодействует с частями и подразделениями 75-й парашютно-десантного полка (пдп) СпН.

На вооружении имеет:
- 1-е звено транспортно-ударных вертолётов «Блэкхок» MH-60L — 7 ед.
- 2-е звено транспортно-ударных вертолётов «Блэкхок» MH-60L — 7 ед.
- 3-е звено вертолётов ВТА «Чинук» MH-47G — 8 ед.

### 4-я эскадрилья
Дислоцирована на территории в/ч СВ/ВВС Льюис — Маккорд (Вашингтон).
На вооружении имеет:
- 1-е звено транспортно-ударных вертолётов «Блэкхок» MH-60L — 7 ед.
- 2-е звено транспортно-ударных вертолётов «Блэкхок» MH-60L — 7 ед.
- 3-е звено вертолётов ВТА «Чинук» MH-47G — 8 ед.

| ОШС | Дислокация                   |
| --- | ---------------------------- |
| Штаб - Штабная рота ([HHC] в аббревиатурах СВ США)) - Отдел материально-технического обеспечения (МТО) ([SIMO]) - Учебно-боевое звено (Special Operation Aviation Training Company [SOATC]))               | Форт-Кэмпбелл (Кентукки)     |
| 1-я АЭ СпН - Штаб и штабная рота ([HHC]) - 1-е звено (разведывательное) - 2-е звено (разведывательно-ударное) - 3-е звено (десантно-транспортное) - 4-е звено (десантно-транспортное) - Рота МТО ([AVIM])) | там же                       |
| 2-я АЭ СпН - Штаб и штабная рота - 1-е звено (ВТА) - 2-е звено (ВТА) - Рота МТО | Там же                       |
| 3-я АЭ СпН - Штаб и штабная рота - 1-е звено (транспортно-ударное) - 2-е звено (ВТА) - 3-е звено (ВТА) - Рота МТО                                                                                          | Хантер (Джорджия)            |
| 4-я АЭ СпН - Штаб и штабная рота - 1-е звено (десантно-транспортное) - 2-е звено (ВТА) - 3-е звено (ВТА) - Рота МТО                                                                                        | Льюис — Маккорд (Вашингтон). |

## Аварии и катастрофы
- 3 октября 1993 в Сомали были сбиты два вертолёта UH-60L (Super 6-1; Super 6-4). Погибшие S6-1: оба пилота, два бортстрелка, один боец команды «Дельта» ранен и эвакуирован, второй находился под присмотром медиков до полной зачистки места падения. S6-4: второй пилот, первый пилот оставался на месте под прикрытием дополнительных сил (в виде двух стрелков Дельты, высаженных специально для его безопасности, позже похищен и находился в плену 3 суток), оба борт. стрелка и двое из команды «Дельта».
- 28 июня 2005 года в провинции Кунар, Афганистан, при проведении операции «Красные крылья» вертолёт MH-47 Chinook был сбит из РПГ. Погибли 19 человек, 11 «морских котиков» и 8 «ночных сталкеров» из 160th SOAR.
- 15 января 2014 года MH-60M «Блэк Хок» совершил жёсткую посадку на военном аэродроме в городе Саванна штата Джорджия. Один человек погиб, два других получили ранения и отправлены в больницу[1].
- 10 ноября 2023 года вертолёт MH-60 «Блэк Хок» разбился во время учебной воздушной дозаправки, упав в Средиземное море. В результате крушения погибли пятеро военнослужащих 160-го авиационного полка специальных операций: старший уорент-офицер 3-го класса Стивен Р. Дуайер (англ. Stephen R. Dwyer), старший уорент-офицер 2-го класса Шейн М. Барнс (англ. Shane M. Barnes), штаб-сержант Тэннер У. Гроун (англ. Tanner W. Grone), сержант Эндрю П. Саутард (англ. Andrew P. Southard) и сержант Кейд М. Вулф (англ. Cade M. Wolfe). Крушение произошло примерно в 30 морских милях от южного побережья Кипра[2].

## 160 ОАП в искусстве
- Чёрный ястреб (фильм, 2001)
- Уцелевший (фильм)